# Бурберен
Бурберен (фр. Bourberain) насеље је и општина у источном делу централне Француске у региону Бургоња, у департману Златна обала која припада префектури Дижон.
По подацима из 2011. године у општини је живело 356 становника, а густина насељености је износила 11,59 становника/km². Општина се простире на површини од 30,71 km². Налази се на средњој надморској висини од 270 метара (максималној 305 m, а минималној 223 m).

## Демографија
| 1962. | 1968. | 1975. | 1982. | 1990. | 1999. | 2011. |
| ----- | ----- | ----- | ----- | ----- | ----- | ----- |
| 214   | 251   | 245   | 231   | 289   | 278   | 356   |

График промене броја становника у току последњих година